# Carl E. Vuono

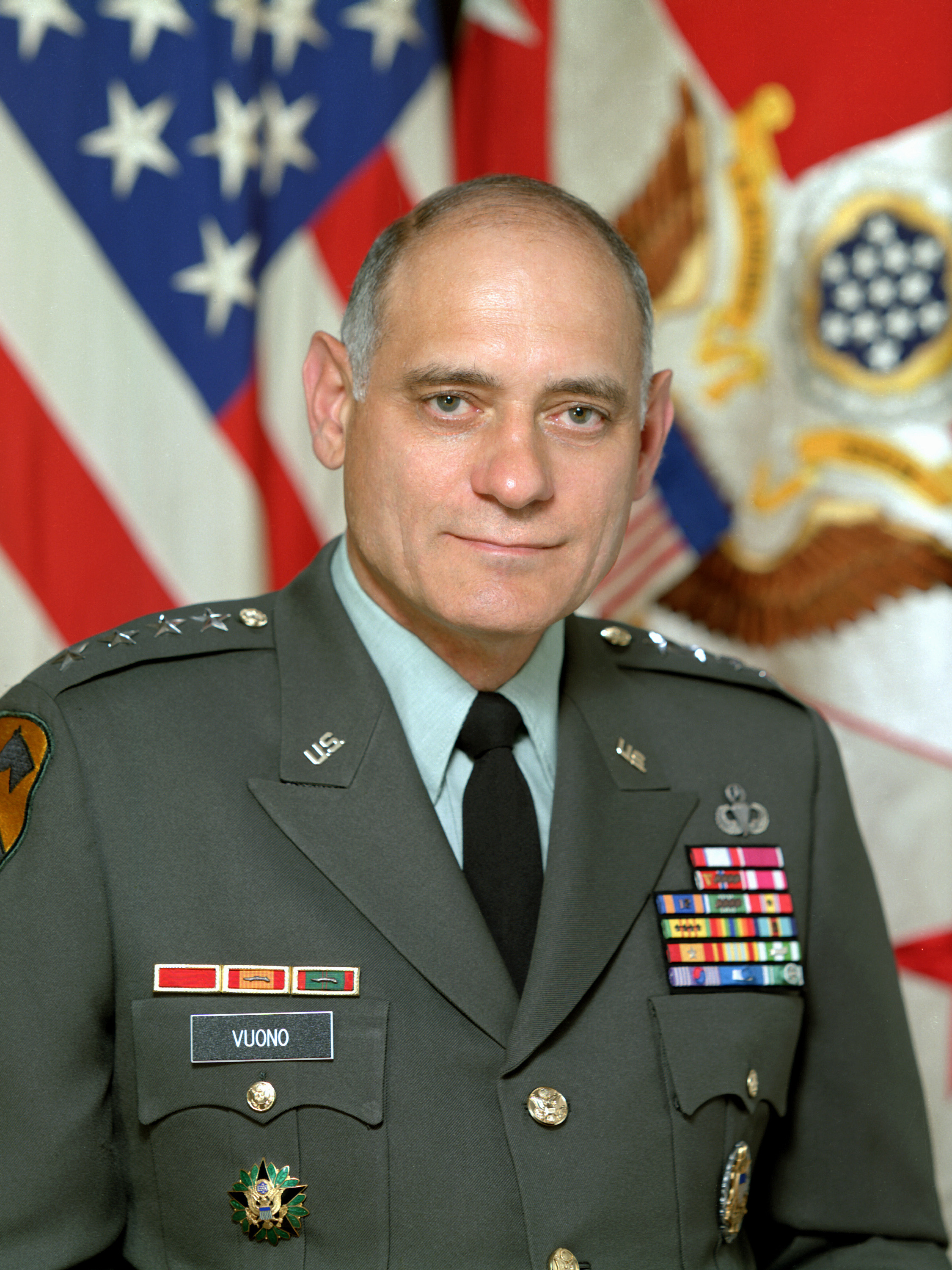
General Carl E. Vuono (1987)

Carl E. Vuono (* 18. Oktober 1934 in Monongahela, Pennsylvania) ist ein ehemaliger General der United States Army.

## Leben
Der Offizier mit italienisch-finnischer Abstammung begann seine Militärkarriere nach dem Abschluss der United States Military Academy in West Point, New York bei der Feldartillerie. 1967 bis 1968 besuchte er das Marine Corps Command and Staff College in Fredericksburg, Virginia und 1972 bis 1973 das United States Army War College in Carlisle, Pennsylvania.
Carl E. Vuono diente im Vietnamkrieg als Artillerieoffizier von 1966 bis 1967 in der 1st Infantry Division, 1970 in der 1st Cavalry Division und bis 1971 als Kommandeur des I. Bataillons des 77. Artillerieregiments dieser Division. Zwischen Juni 1981 und Juni 1983 kommandierte er die 8. Infanteriedivision. 
1985 bis 1986 war er stellvertretender Stabschef für Operationen und Planung in der US Army. Nach mehreren Einsätzen in der United States Army Training and Doctrine Command, wurde er 1986 deren Kommandierender General. Anschließend war er vom 23. Juni 1987 bis zum 21. Juni 1991 als General Chief of Staff of the Army und damit der ranghöchste Offizier der United States Army.
Infolge seines Ausscheidens aus der Armee ging er 1993 zu den Military Professional Resources, ein 1987 gegründetes privates Sicherheits- und Militärunternehmen.

## Privates
Er heiratete 1960 Patricia A. Hall und hat eine Tochter sowie zwei Söhne.

## Auszeichnungen
Im Jahr 2003 wurde ihm der Distinguished Graduate Award der Association of West Point vergeben. Außerdem hat er die Ehrendoktorwürde in Public Administration der Universität Shippensburg.
Weitere Auswahl der Dekorationen, sortiert in Anlehnung der Order of Precedence of the Military Awards:
- Defense Distinguished Service Medal
- Army Distinguished Service Medal (3 ×)
- Navy Distinguished Service Medal
- Air Force Distinguished Service Medal
- Legion of Merit
- Bronze Star (7 ×)
- Meritorious Service Medal
- Kommandeur des französischen Nationalverdienstordens